# Хімічний стресор
Хімічний стресор (англ. chemical stressor, рос. химический стрессор) — у хімічній екології — хімічна речовина, здатна викликати фізіологічні зміни, хворобу або навіть смерть живого організму, що надійшла в довкілля з індустріальними відходами, з газами автомобілів та іншими продуктами людської діяльності. 